# Comunanza
Comunanza là một đô thị ở tỉnh Ascoli Piceno ở vùng Marche, cách khoảng 70 km về phía nam của Ancona và khoảng 20 km về phía tây bắc của Ascoli Piceno. Đến thời điểm ngày 31 tháng 12 năm 2004, đô thị này có dân số là 3.176 người và diện tích là 54,0 km².
Comunanza giáp các đô thị: Amandola, Force, Montefalcone Appennino, Montefortino, Montegallo, Montemonaco, Palmiano, Roccafluvione.